# Липа в селі Підгірці
Липа в селі Підгірці — одна з найстаріших  лип  України. Обхват 7 м, висота 14,5 м, вік 500 років. Зростає у  Львівській області в селі  Підгірці  Бродівського району, на повороті вул. Б. Хмельницького біля буд. 2. Знаходиться в поганому стані. У дереві є дупла, в які люди закидають порожні пляшки. Липа росте біля ґрунтової дороги і в будь-який момент може бути пошкоджена проїжджаючою машиною. Дерево необхідно терміново заповісти, закласти дупла, поставити охоронний знак, громовідвід, підпірки під гілки.впала в 2015 році.

## Ресурси Інтернету
- Фотогалерея самых старых и выдающихся деревьев Украины  [Архівовано 8 квітня 2014 у Wayback Machine.]

## Виноски
1. 1 2   Шнайдер С. Л., Борейко В. Е., Стеценко Н. Ф. 500 выдающихся деревьев Украины. — К.: КЭКЦ, 2011. — 203 с.